# Římskokatolická farnost Huštěnovice
Římskokatolická farnost Huštěnovice je územní společenství římských katolíků s farním kostelem svaté Anny v děkanátu Uherské Hradiště.

## Historie farnosti
První písemná zmínka o obci s názvem Wesconewiz pochází z roku 1220, kdy olomoucký biskup Robert přiznal Velehradskému klášteru desátek z huštěnovických vinic. Původně ves stávala o něco východněji než dnes, v trati Huštěnůvky blíže řece Moravě. Nová osada s podlouhlou návsí byla založena na sušším místě v letech 1261–1320.
Současný farní kostel byl postaven jako náhrada za kapli sv. Anny z roku 1828. Před kaplí zde stávala zvonice, postavená v 80. letech 18. století. V roce 1872 si místní obyvatelé zvolili kostelní výbor na postavení nového kostela. Základní kámen byl položen 26. července 1873 a přesně za tři roky byl 26. července 1877 kostel vysvěcen.
Arcibiskupská konzistoř arcibiskupa Františka kardinála Bauera v Olomouci dne 30. července 1910 povolila v Huštěnovicích zřízení samostatné expozitury v rámci uherskohradišťské farnosti. Jednalo se o první krok směrem k samostatné farnosti. Duchovním správcem expozitury byl ustanoven P. Jakub Hudeček.
Od 1. listopadu 1915 po náročných jednáních, za přispění probošta Kolegiátní kapituly sv. Mořice v Kroměříži Dr. Antonína Cyrila Stojana vznikla v Huštěnovicích samostatná farnost vyfařením z Uherského Hradiště. Farářem byl potvrzen prozatímní duchovní správce P. Jakub Hudeček. Tento rok je pro obec významný tím, že se do její historie zapsal vznikem samostatné farnosti.

## Duchovní správci
Od 1.7.2021 do 6.7.2025 farářem byl R. D. Mgr. Stanislav Matyáš. Od 6. 7. 2025 je podruhé administrátorem excurrendo R. D. Mgr. Miroslav Suchomel.

## Bohoslužby
| Kostel     | Místo       | Bohoslužba (den) | Hodina                                   | Poznámka     |
| ---------- | ----------- | ---------------- | ---------------------------------------- | ------------ |
| svaté Anny | Huštěnovice | neděle středa    | 8.30 17.00 /zimní čas)/17.00 (letní čas) | farní kostel |

## Aktivity ve farnosti
Pravidelně se konají duchovní obnovy, biblické hodiny, setkání společenství, výuka náboženství, při bohoslužbách zpívá schola mládeže i chrámový sbor.
Z farnosti pocházejí Metoděj Habáň (1899–1984), kněz, dominikán, filozof a Marie Vojtěcha Hasmandová (1914–1988), řeholnice, generální představená Kongregace Milosrdných sester svatého Karla Boromejského v letech 1970–1988